# ألغاز إينولا هولمز
ألغاز إينولا هولمز (بالإنكليزية:The Enola Holmes Mysteries) هي سلسلة خيالية من الروايات البوليسية للشباب للكاتبة الأمريكية نانسي سبرينغر، وبطولة إينولا هولمز في دور الأخت البالغة من العمر 14 عامًا لشارلوك هولمز الشخصية المعروفة، الذي يكبرها بعشرين عامًا.
عندما تختفي والدتهما، يقرر أخوي إينولا، شيرلوك ومايكروفت هولمز إرسالها إلى المدرسة التأهيلية رغما عنها. ولكن تهرب إينولا إلى لندن بمساعدة والدتها التي قد كانت وفرت لها أموالاً مخبأة وشفرة متقنة للتواصل معها. هناك، تؤسس مهنة سرية خاصة في المباحث متخصصة في البحث عن الأشخاص المفقودين. أيضاً، يجب على إينولا أن تسبق أخويها اللذين عزما على الإمساك بها وإرغامها على تحقيق تطلعاتهم.
تعتبر هذه السلسلة معارضة أدبية (بالإنكليزية: pastiche) حيث تستعير الشخصيات والظروف من أدبيات شارلوك هولمز المعروفة، لكن شخصية إينولا من ابتكار نانسي سبرينجر وهي خاصة بهذه السلسلة. رُشح الكتاب الأول من السلسلة؛ «قضية الماركيز المفقود» (بالإنكليزية: The Case of the Missing Marquess)، والكتاب الخامس؛ «قضية تنورة الكرينولين الغامضة» (بالإنكليزية: The Case of the Cryptic Crinoline) لجوائز إدغار Edgar لأفضل عمل غموض للشباب في عامي 2007 و 2010 على التوالي.
في عام 2020، تم اقتباس فيلم من السلسلة الأدبية، حيث أخذت ميلي بوبي براون دور البطولة، ولعب هنري كافيل دور شرلوك هولمز 

## الكتب
1. قضية المركيز المفقود (2006)
2. قضية السيدة العسراء (2007)
3. قضية الباقات الغريبة (2008)
4. قضية المروحة الوردية الغريبة (2008)
5. قضية الكرينولين الخفي (2009)
6. قضية وداع الغجر (2010)

## اقتباس الفيلم
في 9 كانون الثاني (يناير) 2018، أُعلن أن ميلي بوبي براون ستحضر وتؤدي دور البطولة في سلسلة أفلام تعتمد على كتب إينولا هولمز. في 8 فبراير 2019، ذكرت وسائل الإعلام أن هاري برادبير سيتولى إخراج الفيلم، بينما سيعمل جاك ثورن على تعديل السيناريو. تلعب هيلينا بونهام كارتر دور والدة إينولا هولمز، بينما يلعب هنري كافيل دور شيرلوك هولمز. في 21 أبريل 2020، حصلت نتفلكس على حقوق توزيع الفيلم، بدلاً من الإصدار السينمائي وذلك بسبب وباء كورونا. صدر الفيلم في 23 سبتمبر 2020.

## وصلات خارجية
- الموقع الرسمي
- Conan Doyle Estate Ltd. v. سبرينغر جدول على مستمع المحكمة